# Hoàng Trĩ
Hoàng Trĩ là một xã thuộc huyện Ba Bể, tỉnh Bắc Kạn, Việt Nam.

## Địa lý
Xã Hoàng Trĩ có vị trí địa lý:
- Phía bắc giáp xã Quảng Khê và huyện Chợ Đồn
- Phía đông giáp xã Quảng Khê và xã Đồng Phúc
- Phía tây và nam giáp huyện Chợ Đồn.

Xã Hoàng Trĩ có diện tích 35,42 km², dân số năm 2019 là 1.277 người, mật độ dân số đạt 36 người/km².
Một số con suối chảy trên địa phận xã là suối Tàng Na, suối Bản Duống, suối Bản Mán.

## Hành chính
Xã Hoàng Trĩ được chia thành 6 bản: Nà Cọ, Nà Lườn, Nà Slải, Coọc Mu, Nà Diểu, Duống.